# Кайзерсдорф
Кайзерсдорф (нім. Kaisersdorf) — громада округу Оберпуллендорф у землі Бургенланд, Австрія.
Кайзерсдорф лежить на висоті  360 м над рівнем моря і займає площу  12,5 км². Громада налічує 621 мешканців. 
Густота населення 50/км².  
|                                      |
| Кайзерсдорф на мапі округу та землі. |

 Адреса управління громади: Hauptstraße 57, 7342 Kaisersdorf. 

## Демографія
Історична динаміка населення міста за даними сайту Statistik Austria

## Виноски
1. ↑  Dauersiedlungsraum der Gemeinden Politischen Bezirke und Bundesländer - Gebietsstand 1.1.2018 — Статистичне управління Австрії.
2. ↑  Einwohnerzahl 1.1.2018 nach Gemeinden mit Status, Gebietsstand 1.1.2018 — Статистичне управління Австрії.
3. ↑  www.kaisersdorf.com. Архів оригіналу за 15 листопада 2013. Процитовано 11 листопада 2013.
4. ↑  Gemeindedaten von Kaisersdorf. Архів оригіналу за 3 січня 2016. Процитовано 11 листопада 2013.

| Австрія | Це незавершена стаття з географії Австрії. Ви можете допомогти проєкту, виправивши або дописавши її. |